# Plectiscidea dentata
Plectiscidea dentata är en stekelart som beskrevs av Dasch 1992. Plectiscidea dentata ingår i släktet Plectiscidea och familjen brokparasitsteklar. Inga underarter finns listade i Catalogue of Life.